# Ribera dels Torrents
La Ribera dels Torrents és un torrent afluent per l'esquerra de la Rasa de les Cases, a la Vall de Lord.

## Descripció
De direcció predominant N-S, neix a 1.415 msnm al vessant de ponent de la Guàrdia, a la (Serra de Busa). A l'inici del seu curs, salta el Cingle de l'Areny i s'escola per la banda de llevant de l'Obaga de Llobeta seguint el vessant de ponent del Serrat dels Torrents fins a desguassar a la Rasa de les Cases a 875 msnm.
Realitza tot el seu curs pel terme municipal de Navès i tota la seva conca està integrada en el Pla d'Espais d'Interès Natural (PEIN) de la Generalitat de Catalunya i més concretament en l'espai Serres de Busa-Els Bastets-Lord

## Perfil del seu curs
| Recorregut (en m.) | Altitud (en m.) | Pendent |
| ------------------ | --------------- | ------- |
| 0                  | 1.415           | -       |
| 500                | 1.140           | 55,0%   |
| 1.000              | 945             | 39,0%   |
| 1.417              | 875             | 16,79%  |

## Xarxa hidrogràfica
La xarxa hidrogràfica de la Ribera dels Torrents està integrada per un total de 2 cursos fluvials. La totalitat de la xarxa suma una longitud de 2.296 m.